# L’Europeo
L’Europeo (произносится «Лэуропе́о», с итал. — «Европеец») — итальянский общественно-политический иллюстрированный еженедельный журнал.

## История
Выходил в Милане с 1945 года. Придерживался либерального направления. Был основан журналистом Арриго Бенедетти, возглавлявшим издание до 1954 года. Издание было прекращено в 1995 году. В 2001 году возобновлён с периодичностью выхода один раз в две недели как приложение к газете Corriere della sera, окончательно закрыт в 2013 году.

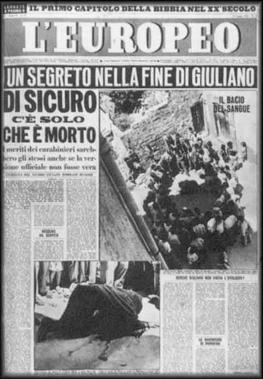
Первая страница L’Europeo 1950 года

## Тираж
В середине 1980-х годов тираж еженедельника достигал 250 000 экземпляров.